# Cmentarz Bohaterów Bydgoszczy
Cmentarz Bohaterów Bydgoszczy – martyrologiczna nekropolia w Bydgoszczy.

## Lokalizacja
Cmentarz znajduje się we wschodniej części parku na Wzgórzu Wolności w Bydgoszczy.

## Historia
Cmentarz Bohaterów Bydgoszczy został założony w 1946 r. na obszarze 0,66 ha. Znajduje się w miejscu, gdzie od 1913 r. stała wieża Bismarcka, przemianowana w 1920 r. na wieżę Wolności i wysadzona w powietrze w 1928 r. decyzją bydgoskiej rady miejskiej, gdyż uznano ją za symbol pruskiego nacjonalizmu.
Nekropolia kryje zwłoki 1169 mieszkańców Bydgoszczy zamordowanych w okresie okupacji hitlerowskiej na terenie miasta (m.in. na Starym Rynku), w Dolinie Śmierci i w lasach podmiejskich. Zwłoki te ekshumowano w latach 1946–1948 i uroczyście pochowano na cmentarzu.

## Charakterystyka
W punkcie centralnym nekropolii znajduje się urna z prochami 100 bydgoszczan rozstrzelanych w Otorowie w październiku 1939 r. Na cmentarzu pochowano m.in. rozstrzelanych w dniu 5 października 1939 radców miejskich: Kazimierza Beyera, Jana Góralewskiego i inż. Tadeusza Janickiego, kilkudziesięciu nauczycieli rozstrzelanych 1 listopada 1939 w Dolinie Śmierci oraz księży, przedstawicieli wolnych zawodów, rzemieślników i robotników.
W centralnej części cmentarza znajdują się symboliczne groby prezydentów miasta z okresu międzywojennego, zamordowanych przez hitlerowców: Leona Barciszewskiego i Bernarda Śliwińskiego, a także dziennikarza i radnego Konradego Fiedlera, kupca Mariana Maczugi, wiceprezydenta Bydgoszczy Mieczysława Nawrowskiego, komendanta Straży Obywatelskiej Stanisława Pałaszewskiego i proboszcza parafii farnej Józefa Schulza. Nieopodal znajduje się tablica pamiątkowa i urna z prochami bydgoszczan zamordowanych w obozach koncentracyjnych.
W północnej części cmentarza wznosi się krzyż z ołtarzem polowym, a w części północno-zachodniej, na cokole - tablica ku czci Żydów bydgoskich (1949, proj. Piotr Triebler). Niedaleko bramy cmentarnej znajduje się pomnik (z 1985 r.) ku czci 50 żołnierzy i oficerów Bydgoskiego Batalionu Obrony Narodowej zamordowanych w Boryszewie koło Sochaczewa 22 września 1939 za rzekomy udział w tzw. „Krwawej Niedzieli” w Bydgoszczy w dniu 3 września 1939.
Brama cmentarna jest darem rzemieślników bydgoskich z 1967 r. Jest ozdobiona emblematem Krzyża Grunwaldu i herbu miasta Bydgoszczy oraz dwoma stylizowanymi krzyżami.

## Galeria

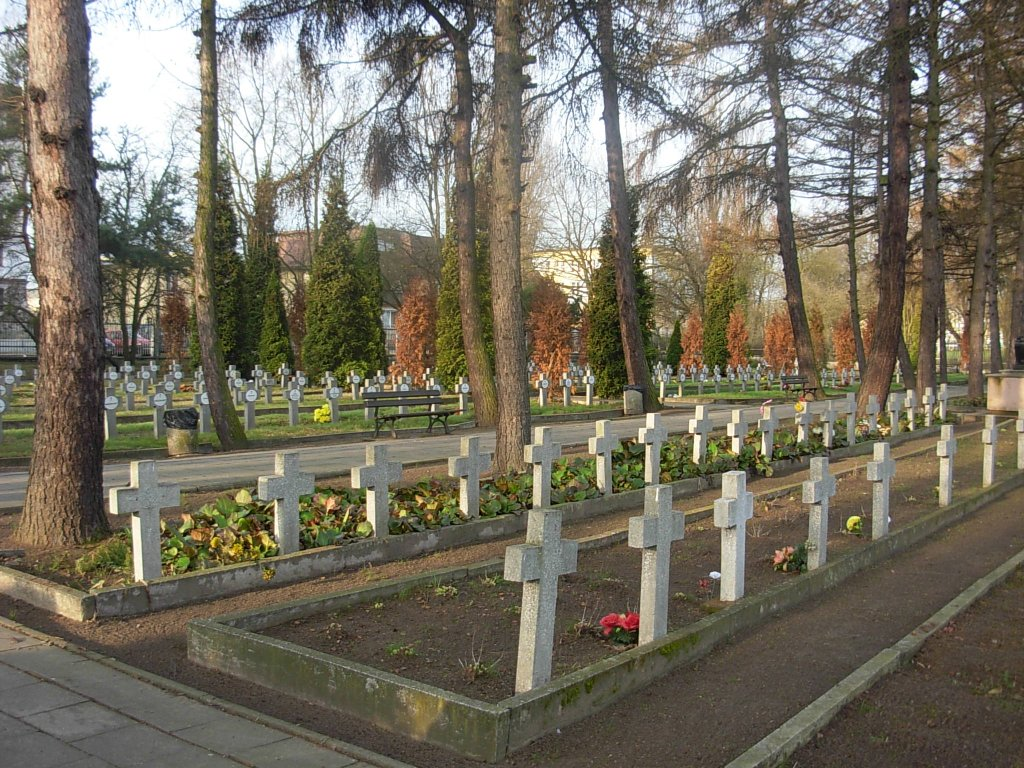
Kwatery
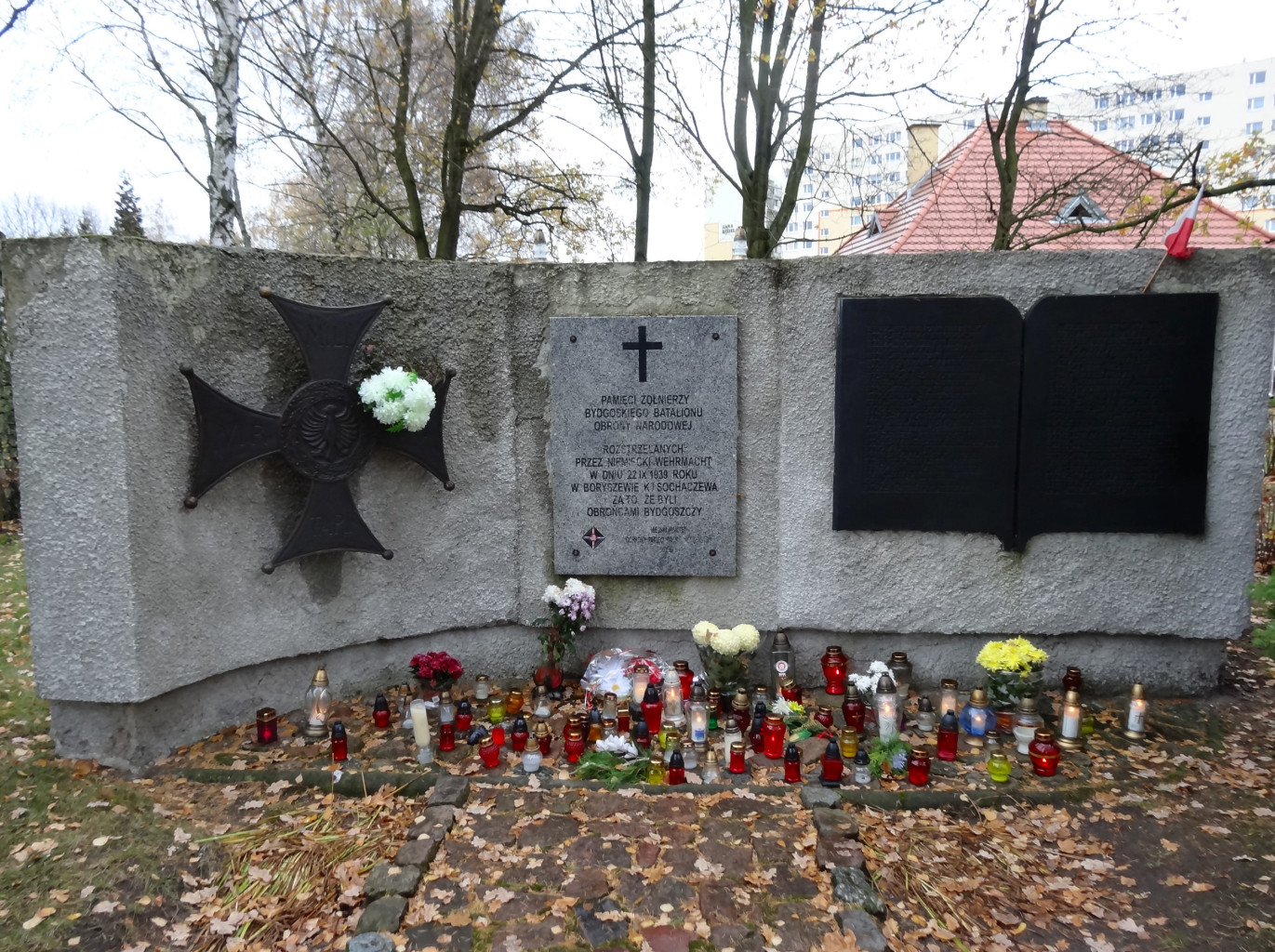
Tablice pamiątkowe
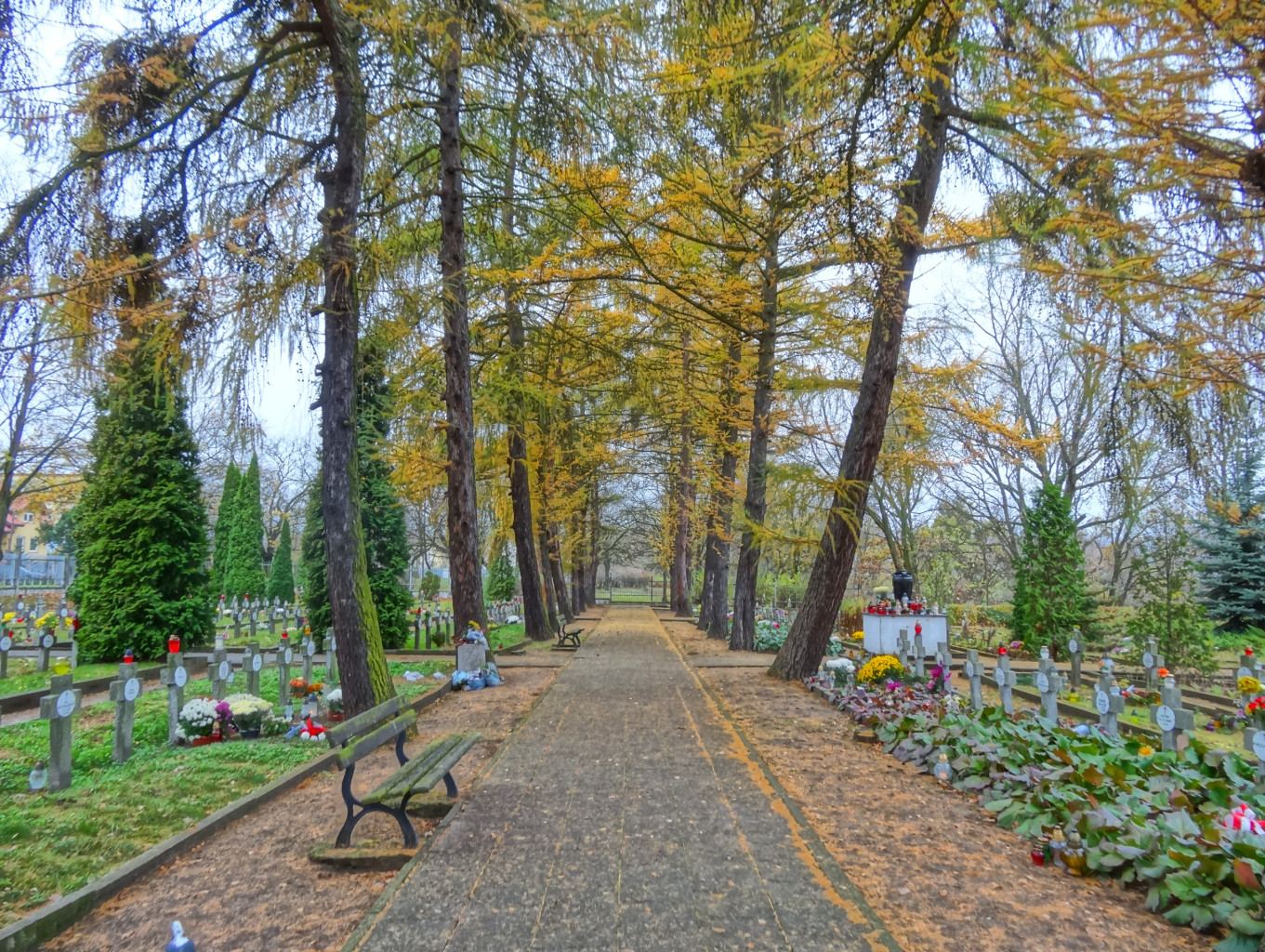
Aleja modrzewiowa
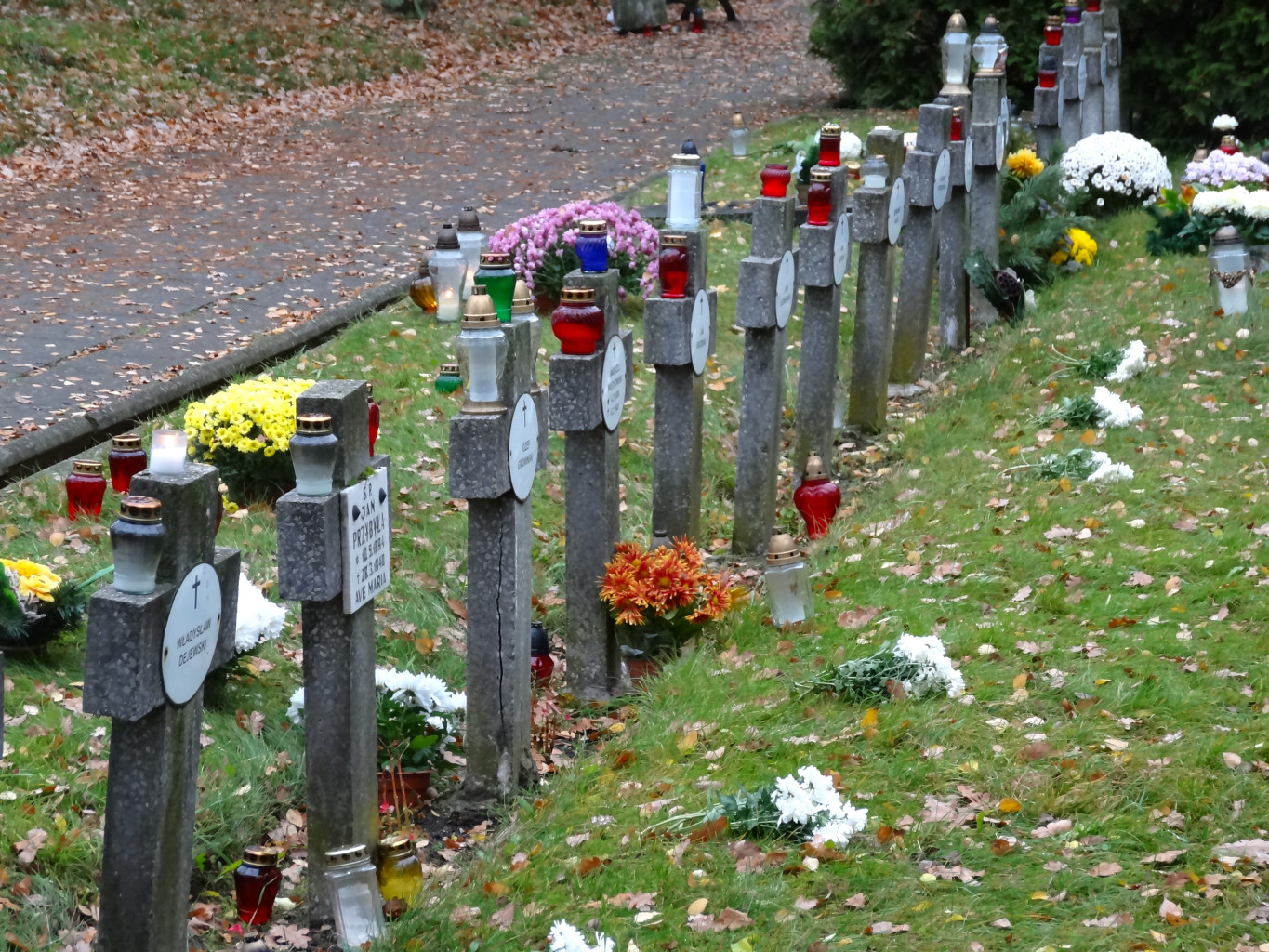
Nagrobki
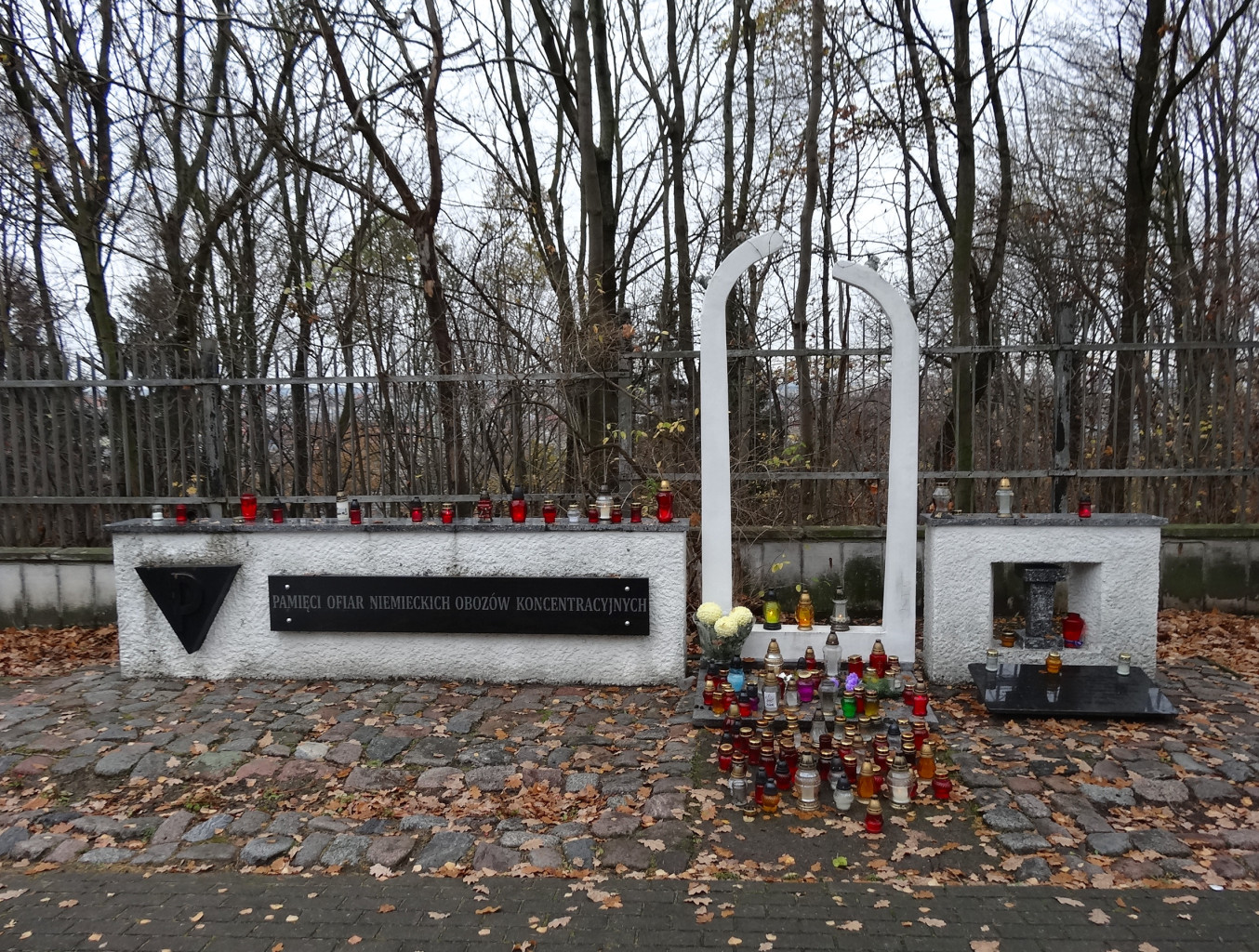
Pomnik ku czci bydgoszczan - ofiar obozów hitlerowskich
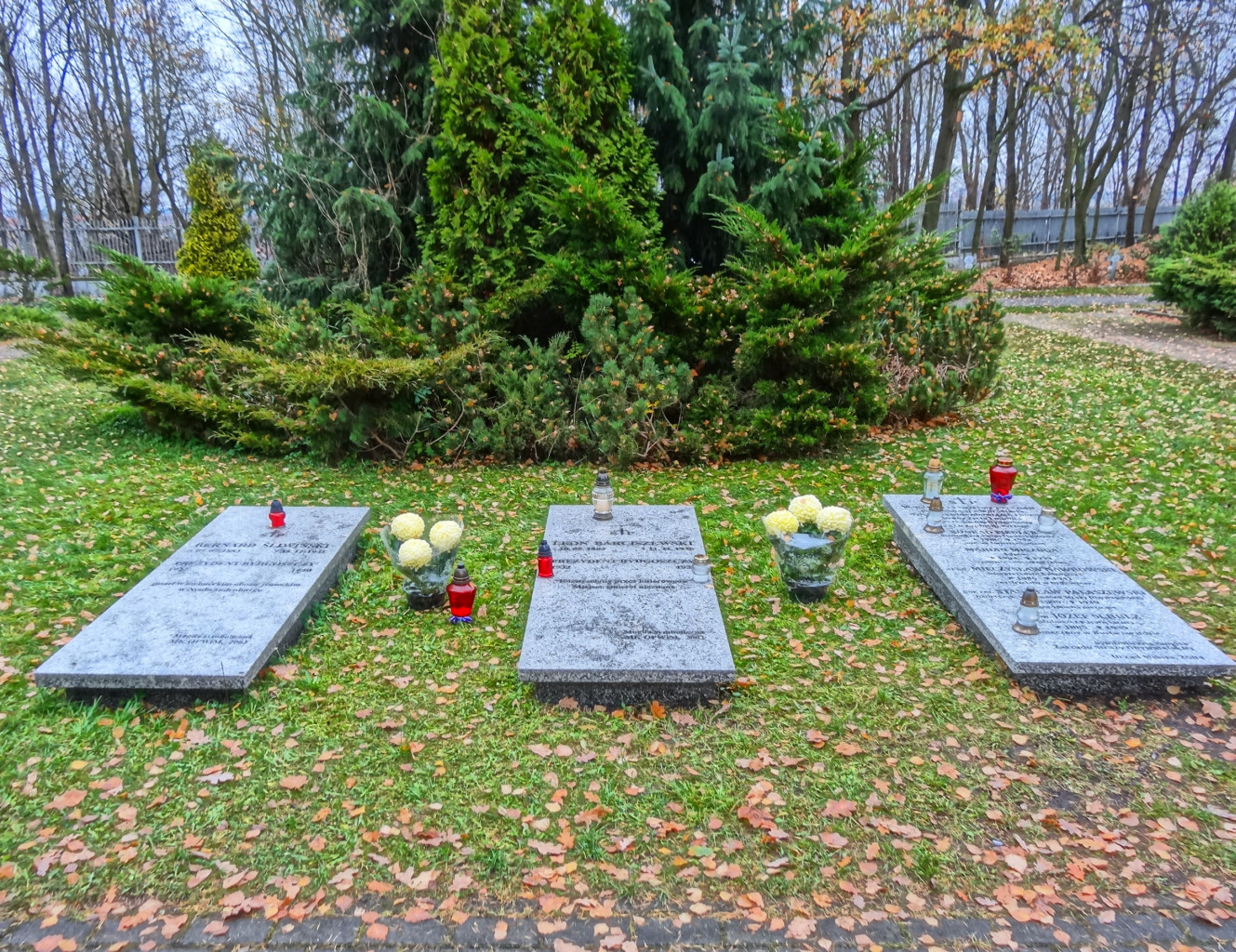
Symboliczne mogiły zamordowanych prezydentów Bydgoszczy: Bernarda Śliwińskiego i Leona Barciszewskiego
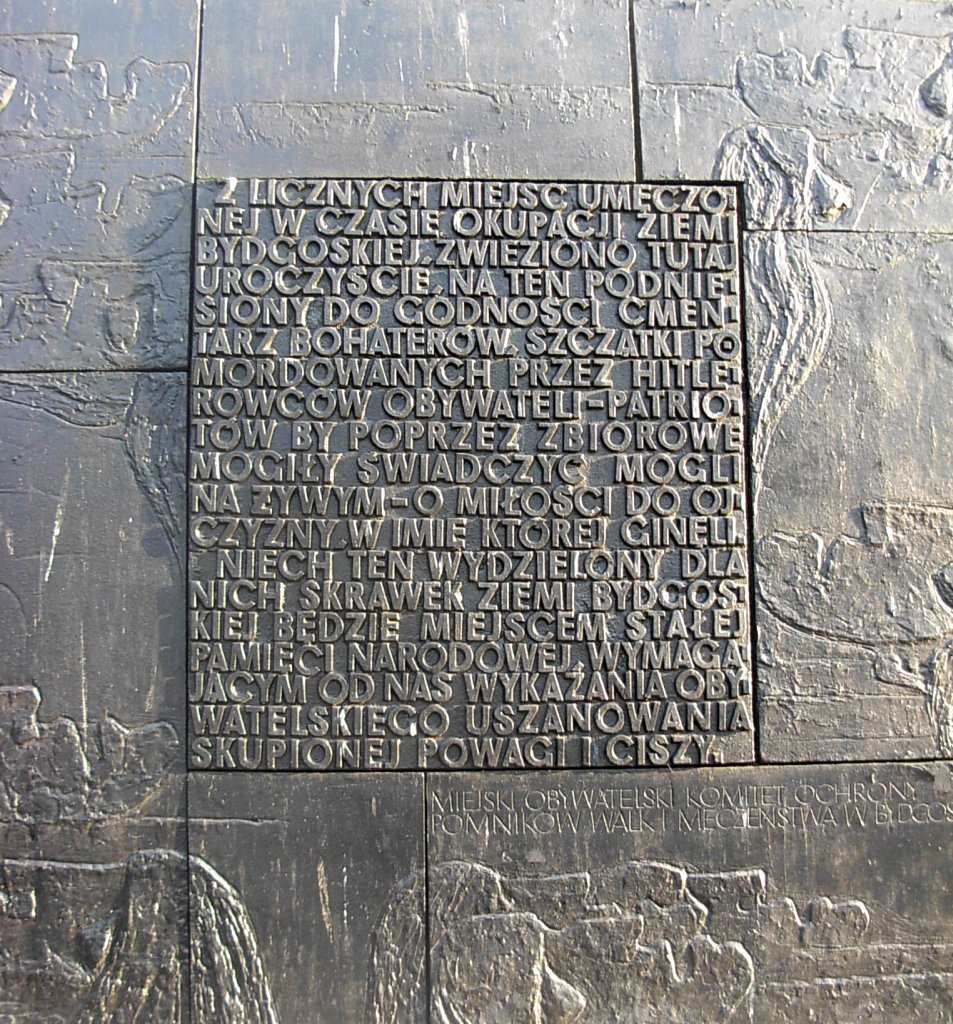
Tablica przy bramie wejściowej
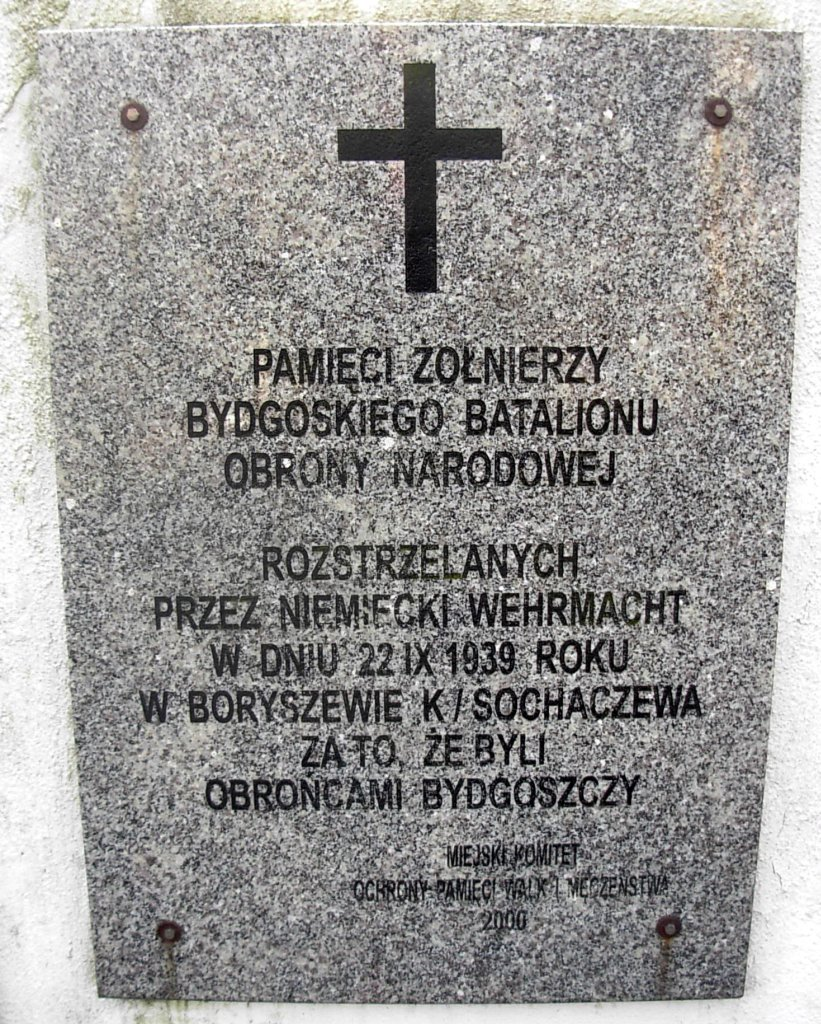
Tablica ku czci Bydgoskiego Batalionu Obrony Narodowej
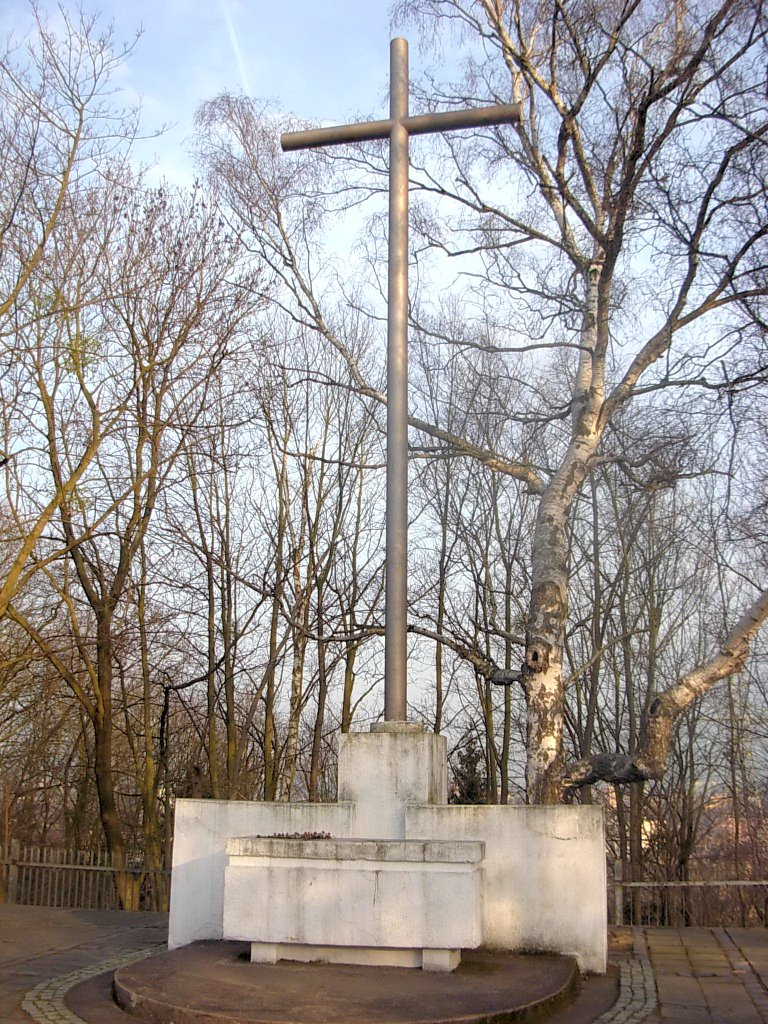
Ołtarz, na którym odbywają się okolicznościowe nabożeństwa
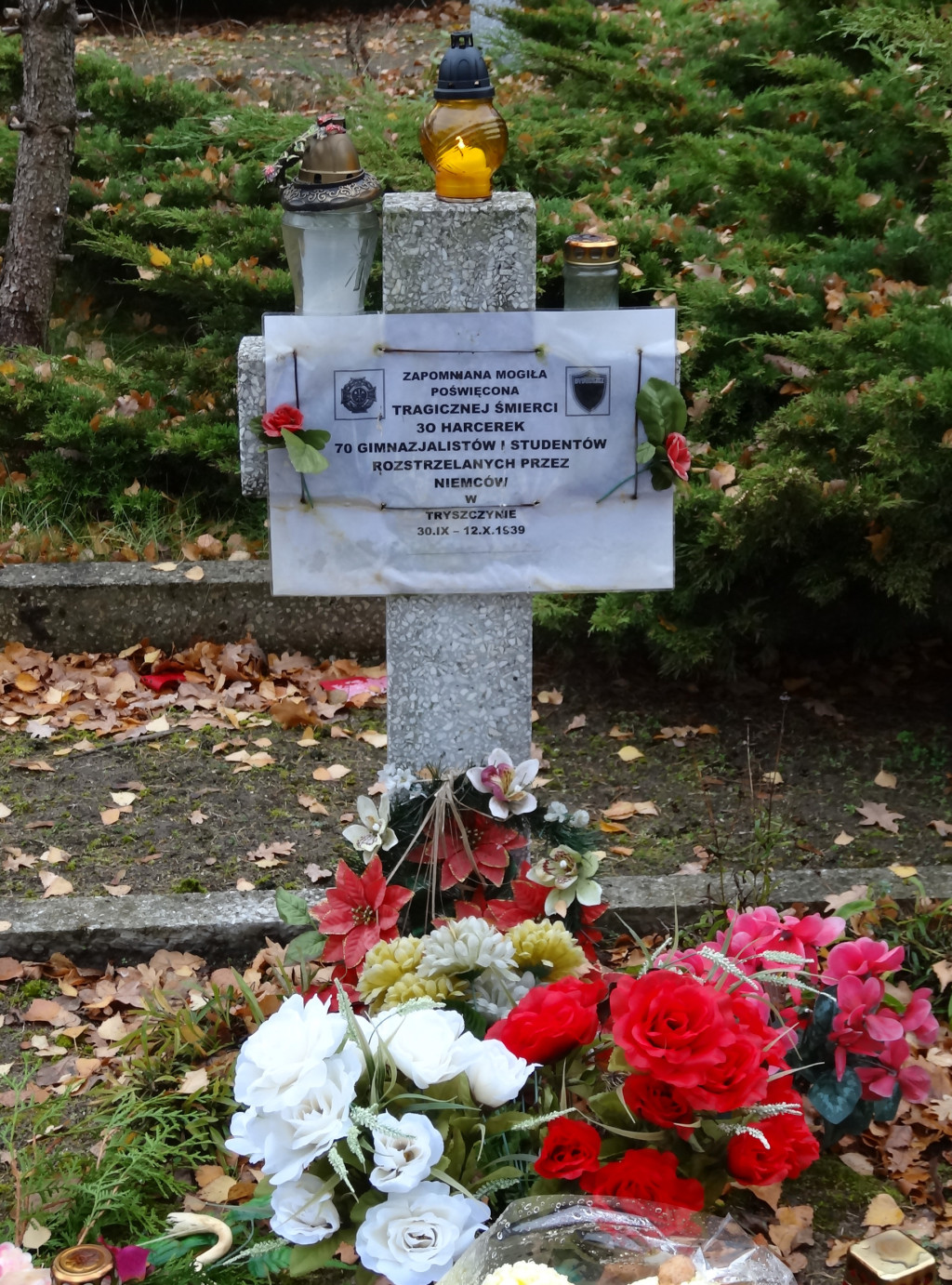
Zapomniana mogiła poświęcona tragicznej śmierci 30 harcerek, 70 gimnazjalistów i studentów rozstrzelanych przez Niemców

## Zasłużeni
Niektóre osoby, szczególnie zasłużone dla Bydgoszczy i regionu upamiętnione na cmentarzu:
| Osoba             | Rok urodzenia | Rok śmierci | Uwagi |
| Stefan Balcer     | 1894          | 1939        | Nauczyciel. Po skończeniu Seminarium Pedagogicznego (1919) w Tucholi wstąpił do Wojska Polskiego. Walczył w wojnie polsko-bolszewickiej 1919–1920. Ranny w nogi leczył się w szpitalu w Bydgoszczy. W 1921 r. został nauczycielem, a następnie kierownikiem szkoły powszechnej przy ul. Fordońskiej. 5 lat pracował w szkołach polskich w Niemczech (na Ziemi Złotowskiej i w Babimoście) i rok w Gdańsku - Nowym Porcie. W międzyczasie pracował w Bydgoszczy, a w 1938 r. w Liceum Pedagogicznym w Grudziądzu. Wakacje 1939 r. spędził w Bydgoszczy. Aresztowany 9 września, internowany i rozstrzelany w Dolinie Śmierci. |
| Leon Barciszewski | 1883          | 1939        | Działacz polonijny w Niemczech. Polski konsul w Essen. Prezydent Gniezna, a w latach 1932–1939 prezydent Bydgoszczy. Dobry gospodarz dbający o wszechstronny rozwój miasta. Za jego kadencji dokończono budowę szpitala na Bielawach i elektrowni na Jachcicach. Aresztowany, więziony przez gestapo, rozstrzelany prawdopodobnie na Jachcicach. Na Wełnianym Rynku znajduje się jego pomnik, a w katedrze i przy ul. Wały Jagiellońskie 10 – tablice pamięci. |
| Konrad Fiedler    | 1886          | 1939        | Dziennikarz. Od 1921 w Bydgoszczy. Redaktor „Dziennika Bydgoskiego” i „Gazety Bydgoskiej”. Autor licznych artykułów o historii Bydgoszczy i Pomorza, recenzent teatralny, radny miejski. Współorganizator TMMB i Rady Artystyczno-Kulturalnej. Prezes Stronnictwa Narodowego i Syndykatu Dziennikarzy Pomorskich. Działacz Polskiego Towarzystwa Krajoznawczego. 4 września 1939 r. członek Zarządu Straży Obywatelskiej. Aresztowany, wkrótce zamordowany. Data i miejsce śmierci nieznane. Patron ulicy na osiedlu Bohaterów w Fordonie.                                                                                   |
| Jan Klein         | 1885          | 1940        | Ksiądz, proboszcz parafii w Solcu Kujawskim. W 1920 r. w imieniu rządu polskiego przejął władzę z rąk Niemców i przez rok sprawował funkcję komisarycznego burmistrza. Kustosz Biblioteki Miejskiej w Bydgoszczy. W latach 1923–1925 dyrektor Muzeum Miejskiego. Autor licznych publikacji o tematyce bydgoskiej. Patron ulicy na osiedlu Przylesie w Fordonie. |
| Bernard Śliwiński | 1883          | 1941        | Powstaniec Wielkopolski. 20 stycznia 1920 r. na czele 6. Pułku Strzelców Wielkopolskich wyzwalał Bydgoszcz. W latach 1922–1932 prezydent Bydgoszczy. Za jego rządów zbudowano m.in. elektrownię na Jachcicach. Kawaler Orderu Virtuti Militari V klasy i Francuskiej Legii Honorowej. Aresztowany w 1939 r., zmarł w obozie jenieckim. |
| Józef Schulz      | 1884          | 1940        | Powstaniec Wielkopolski. Od 1931 w Bydgoszczy. Proboszcz parafii farnej. Kapelan więźniów. Działał w Stowarzyszeniu Ochrony Kobiet i Misji Dworcowej, przewodniczący Młodzieży Katolickiej. Współzałożyciel Straży Obywatelskiej. Aresztowany, wywieziony do obozu koncentracyjnego w Buchenwaldzie. Zginął śmiercią męczeńską w bunkrze. Patron ulicy na Błoniu. |